# Míšov
Míšov (německy Mischau, dříve také Myšov) je obec v okrese Plzeň-jih v Plzeňském kraji. Leží asi čtrnáct kilometrů severovýchodně od Blovic. Žije zde 111 obyvatel.

## Historie
První písemná zmínka o obci pochází z roku 1349.
Ve druhé polovině 60. let 20. století bylo v rámci tzv. akce Javor poblíž obce vybudováno přísně tajné zařízení (krycí jméno Javor 51), sloužící jako sklad jaderné munice a obsluhované výhradně sovětským vojenským personálem. Nebylo však jednoznačně prokázáno, zda zde někdy jaderné zbraně uloženy byly, nebo ne. Po měnové odluce v roce 1993 byl objekt použit pro uskladnění bankovek a mincí stažených z oběhu. Před několika lety byly v tomto objektu uloženy na přechodnou dobu ostatky 4 400 vojáků německého wehrmachtu, kteří padli na českém území. V roce 2013 zřídila Nadace železné opony v bunkru „Atommuzeum“. Jedná se o jediný zpřístupněný sklad jaderné munice.

## Obyvatelstvo
| Rok            | 1869 | 1880 | 1890 | 1900 | 1910 | 1921 | 1930 | 1950 | 1961 | 1970 | 1980 | 1991 | 2001 | 2011 | 2021 |
| -------------- | ---- | ---- | ---- | ---- | ---- | ---- | ---- | ---- | ---- | ---- | ---- | ---- | ---- | ---- | ---- |
| Počet obyvatel | 442  | 477  | 444  | 371  | 327  | 319  | 285  | 229  | 229  | 185  | 139  | 114  | 121  | 103  | 107  |
| Počet domů     | 49   | 57   | 60   | 59   | 61   | 59   | 62   | 67   | 67   | 52   | 46   | 53   | 55   | 58   | 65   |

## Obecní správa
Mezi lety 1869–1959 byl obcí v okrese Plzeň (1869–1930) a později v okrese Blovice. V letech 1960–1971 patřil jako část obce k Borovnu a od 26. listopadu 1971 je opět samostatnou obcí, kdy se konaly obecní volby.

### Části obce
- Míšov (k. ú. Míšov a Míšov v Brdech)

Součástí obce je také základní sídelní jednotka Míšov v Brdech. K obci patří také Bělehrad a Huť.
Sousedními obcemi sídla jsou Nové Mitrovice, Čížkov, Borovno a Věšín.
V souvislosti se zánikem vojenského újezdu Brdy bylo k 1. lednu 2016 k obci připojeno katastrální území Míšov v Brdech, které vzniklo k 10. únoru 2014. Toto území má rozlohu 2,221 332 km² a je zde evidováno 0 budov a 0 obyvatel.

### Obecní symboly
Dne 25. dubna 2018 bylo schváleno usnesením výboru pro vědu, vzdělání, kulturu, mládež a tělovýchovu udělení znaku a vlajky obce. Znak a vlajka byly obci uděleny rozhodnutím předsedy Poslanecké sněmovny Parlamentu České republiky dne 3. května 2018.

## Doprava

### Dopravní síť
Obcí vede silnice I/19 Nezbavětice – Spálené Poříčí – Rožmitál pod Třemšínem – Březnice – Milevsko – Tábor – Pelhřimov. Do obce dále vede silnice III. třídy. Železniční trať ani stanice či zastávka na území obce nejsou.

### Autobusová doprava 2024
Autobusovou dopravu v obci Míšov zajišťuje společnost Arriva Střední Čechy. Obec je součástí Integrované dopravy Plzeňského kraje (IDPK) a Pražské integrované dopravy (PID). V obci se nachází zastávka Míšov. Obcí procházejí autobusové linky 523, 440447, 450443 a 470248. Linka 523 spojuje Rožmitál pod Třemšínem s Plzní, přičemž po cestě obsluhuje obce Věšín, Míšov, Borovno, Žákava, Nezvěstice, Šťáhlavy a města Spálené Poříčí a Starý Plzenec. Linka 440447 propojuje Teslíny s Míšovem, Borovnem, Hořehledy, Spáleným Poříčím, Nezvěsticemi, Losinou a Plzní. Linka 450443 spojuje Míšov s Novými Mitrovicemi a Chynínem a na druhou stranu Borovnem, Spáleným Poříčím, Milínovem, Žákavou a Nezvěsticemi. Naopak linka 470248 spojuje Míšov s Teslínami a opačným směrem s Borovnem, Číčovem, Vískami, Skořicemi, Mirošovem, Hrádkem, Novou Hutí, Kamenným Újezdem a Rokycanami.

## Pamětihodnosti
- Venkovská usedlost čp. 50
- Atom muzeum Javor 51

## Galerie

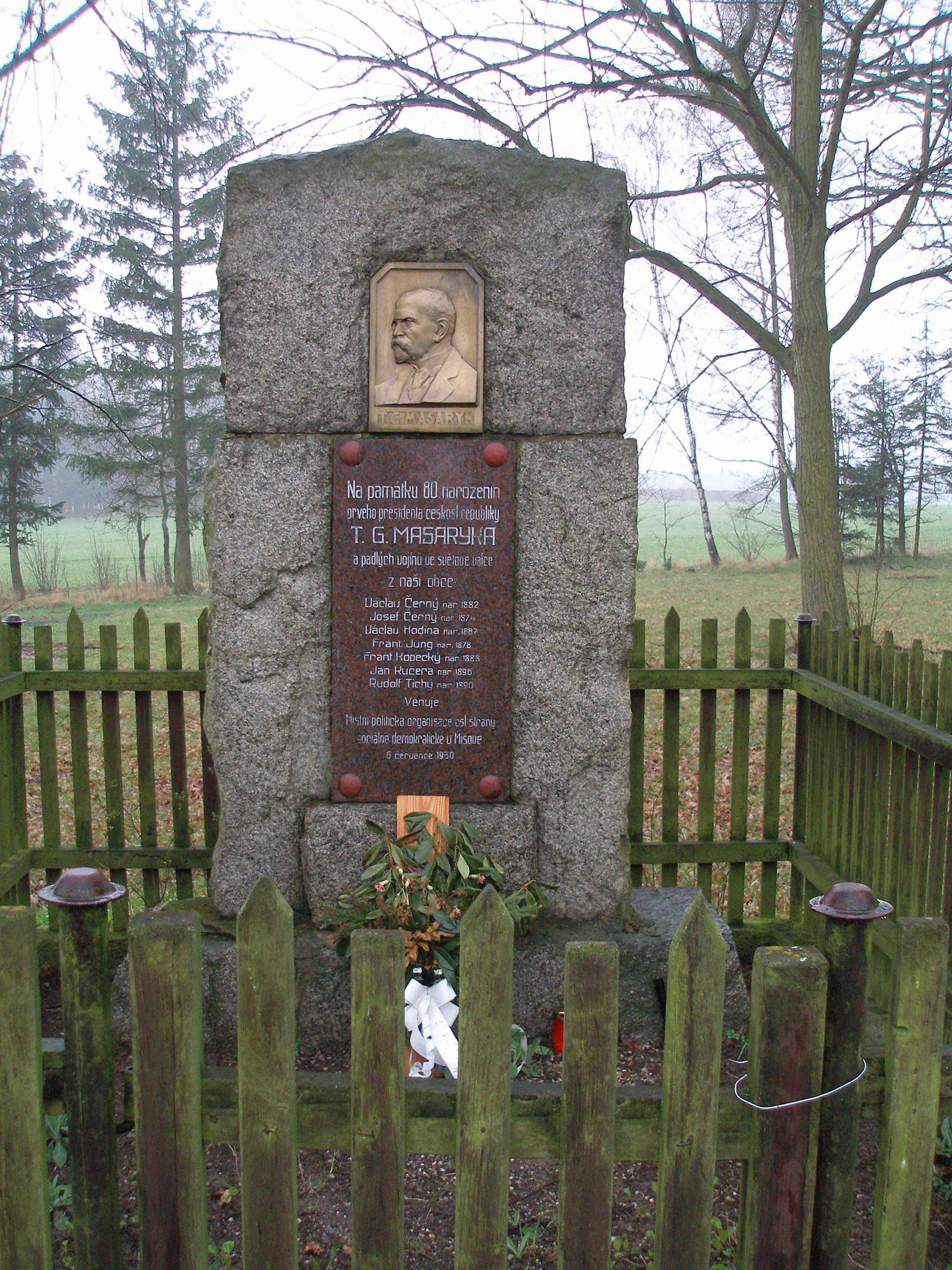
Pomník T. G. Masaryka
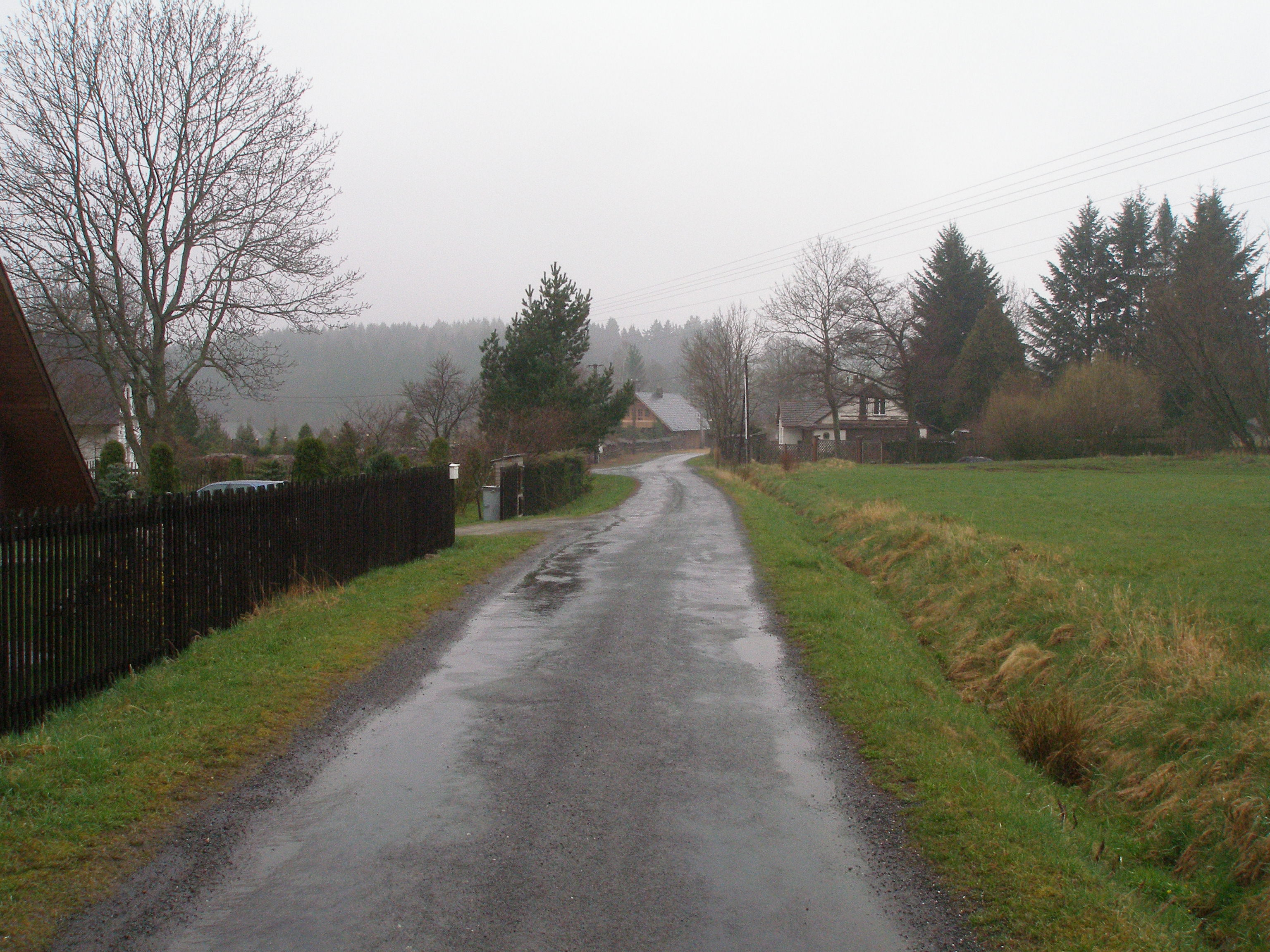
Ulice v jižní části obce
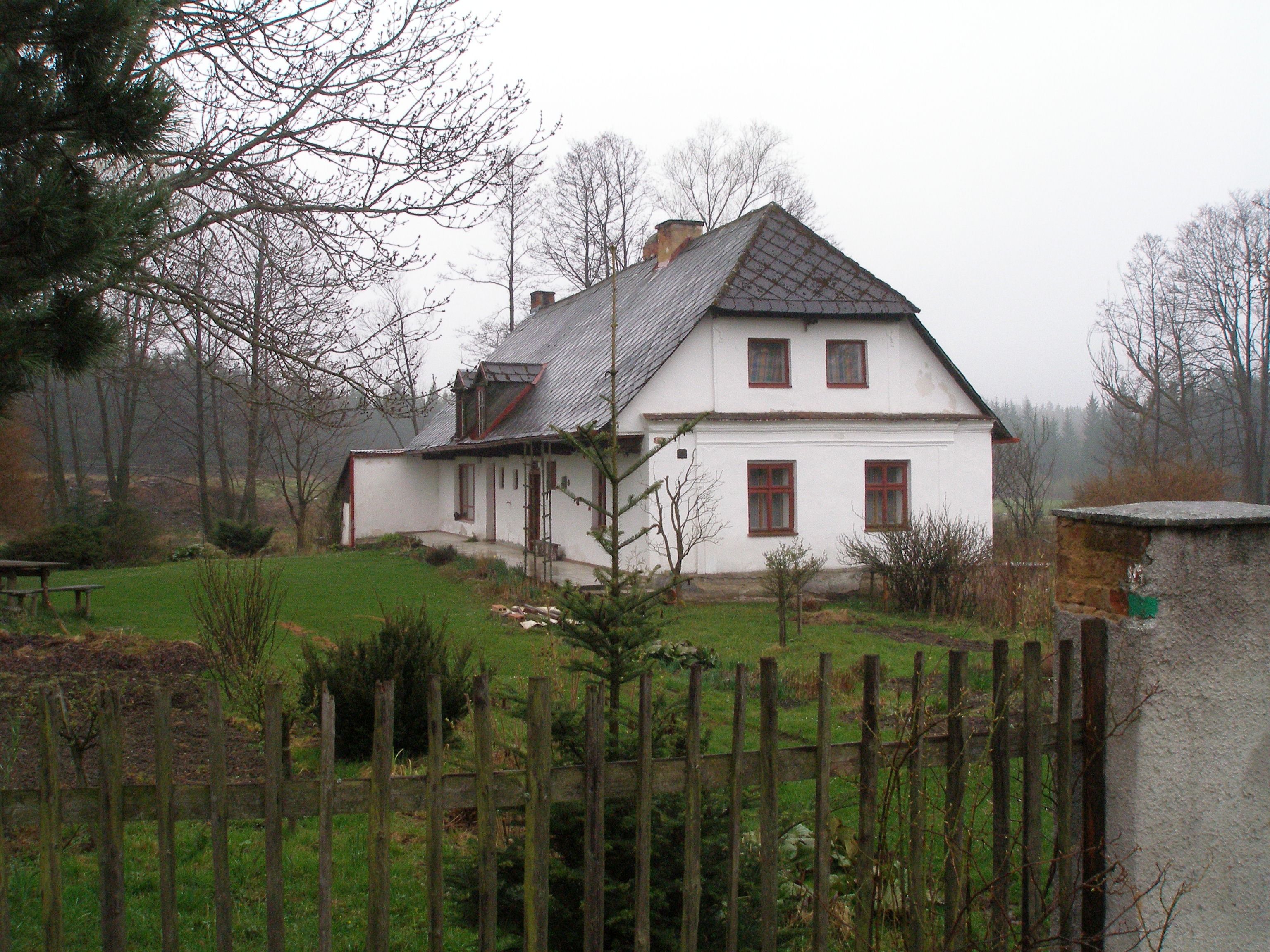
Tradiční venkovské stavení
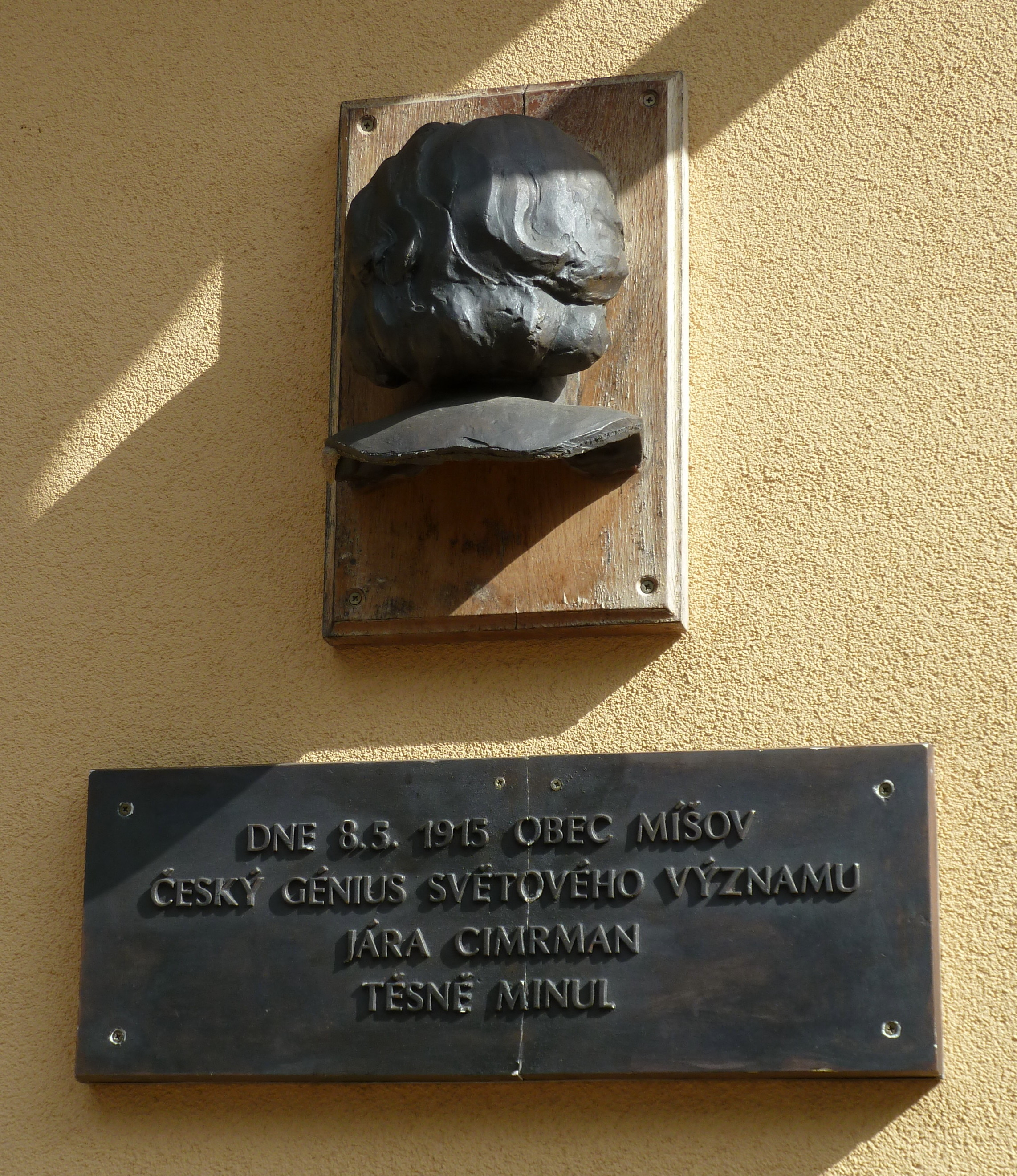
Plaketa Járy Cimrmana v Míšově